# Distansescharella alcicornis
Distansescharella alcicornis is een mosdiertjessoort uit de familie van de Cribrilinidae. De wetenschappelijke naam van de soort is, als Puellina (Cribrilaria) alcicornis, voor het eerst geldig gepubliceerd in 1882 door Jullien.